# NGC 3412
NGC 3412是一个位于狮子座的棒状透鏡狀星系，1784年4月8日由威廉·赫歇爾发现。